# Miguel Ángel Rubiano Chávez
Miguel Ángel Rubiano Chávez (Bogotà, 3 d'octubre de 1984) és un ciclista colombià, professional des del 2006. Actualment corre a l'equip Gansu Bank.
L'agost de 2008 va donar positiu en un control antidopatge, per la qual cosa l'UCI el va sancionar amb sis mesos de suspensió, fins al gener del 2009. És per això que la victòria d'etapa a la Volta a Eslovàquia li fou retirada.
En el seu palmarès destaca una victòria d'etapa al Giro d'Itàlia de 2012.

## Palmarès
- 2005
  - 1r a la Coppa Varignana
  - 1r al Gran Premi Colli Rovescalesi
- 2008
  - Vencedor d'una etapa al Doble Sucre Potosí GP Cemento Fancesa
  - Vencedor d'una etapa a la Volta a Eslovàquia
- 2011
  - 1r al Tour de Hokkaido i vencedor d'una etapa
  - Vencedor d'una etapa al Tour de San Luis
  - Vencedor d'una etapa a la Volta a Eslovàquia
- 2012
  - Vencedor d'una etapa al Giro d'Itàlia
- 2014
  -  Campió de Colòmbia en ruta
- 2016
  - Vencedor d'una etapa a la Volta al llac Qinghai

### Resultats al Giro d'Itàlia
- 2006. 103è de la classificació general
- 2012. 62è de la classificació general. Vencedor d'una etapa
- 2013. 45è de la classificació general
- 2014. 101è de la classificació general

### Resultats a la Volta a Espanya
- 2015. 70è de la classificació general